# Гвозди (фильм)
«Гвозди» — российский любительский низкобюджетный фильм ужасов режиссёра Андрея Исканова (он же выступил сценаристом, продюсером, оператором, сокомпозитором и исполнил одну из ролей в фильме).

## Сюжет
Главный герой — наёмный убийца — после своего очередного дела возвращается домой, но отдохнуть ему не удаётся, ибо его мучают страшные головные боли. При этом никакие лекарства не помогают. Отчаявшись справиться с болью и испытывая ужасные мучения, герой теряет сознание и падает в обморок. Очнувшись, герой находит заметку в журнале о некоем сумасшедшем, после смерти которого в его голове врачи нашли множество ржавых гвоздей. В полубредовом состоянии, а также изучив схемы чувствительности мозга, герой принимает решение вбить себе в голову гвоздь, что с успехом и делает. После этого, как ни странно, головная боль исчезла, но герой стал видеть мир в ином, искажённом виде. Поведение героя становится алогичным.

## В ролях
- Александр Шевченко — главный герой, наёмник
- Ирина Никитина — наёмница
- Святослав Ильясов — наёмник 2
- Андрей Исканов — босс, голос второго психиатра
- Александра Батрумова — девушка босса
- Виктор Силкин — голос первого психиатра
- Игорь Орлов — зеркальный призрак

## Съёмки
Съёмки фильма осуществлялись в течение 10 дней на любительскую камеру при бюджете фильма в 10 тысяч рублей. Местом съёмок явилась квартира основного создателя фильма Андрея Исканова, расположенная в Хабаровске.

## Художественные особенности
Действие фильма происходит всего в одной декорации — квартире героя. Хотя также в фильме присутствует несколько сцен показа внешнего мира через окно. Фильм можно разделить на две части: первая — это реальный мир, вторая — это мир, изменившийся в восприятии героя после того, как последний вбил себе в голову гвоздь. Последний мир отличается изменением окраски (сперва он становится желтоватым, а в конце зелёным), алогичным и странным поведением героя, изменением и деформацией окружающих предметов.
В течение всего фильма имена героев не раскрываются.